# Xã Washington, Quận Marion, Indiana
Xã Washington (tiếng Anh: Washington Township) là một xã thuộc quận Marion, tiểu bang Indiana, Hoa Kỳ. Năm 2010, dân số của xã này là 132.049 người.